# CIELUV
En colorimetria, l'espai de color CIE 1976 L*, u*, v*, conegut comunament per la seva abreviatura CIELUV, és un espai de color adoptat per la Comissió Internacional d'Il·luminació (CIE) l'any 1976, com una transformació senzilla de calcular de l'espai de color CIE XYZ de 1931, però que intentava la uniformitat perceptiva. S'utilitza àmpliament per a aplicacions com ara gràfics per ordinador que tracten llums de colors. Tot i que les mescles d'additius de diferents llums de colors cauran en una línia en el diagrama de cromaticitat uniforme de CIELUV (anomenat CIE 1976 UCS ), aquestes mescles d'additius no cauran, contràriament a la creença popular, al llarg d'una línia a l'espai de color CIELUV tret que les mescles siguin constants en lleugeresa.

## Antecedents històrics
CIELUV és un espai de color de valència cromàtica d'Adams i és una actualització de l'espai de color CIE 1964 (U *, V *, W *) (CIEUVW). Les diferències inclouen una escala de lleugeresa lleugerament modificada i una escala de cromaticitat uniforme modificada, en què una de les coordenades, v ′, és 1,5 vegades més gran que v en el seu predecessor de 1960. CIELUV i CIELAB van ser adoptats simultàniament pel CIE quan no es podia formar un consens clar darrere d'un o altre d'aquests dos espais de color.
CIELUV utilitza una adaptació de punt blanc de tipus Judd (traducció) (en contrast amb CIELAB, que utilitza una transformada de von Kries). Això pot produir resultats útils quan es treballa amb un sol il·luminant, però pot predir colors imaginaris (és a dir, fora del lloc espectral) quan s'intenta utilitzar-lo com a transformada d'adaptació cromàtica. També s'ha demostrat que la transformada d'adaptació translacional utilitzada a CIELUV funciona malament en la predicció dels colors corresponents.

## Conversions XYZ → CIELUV i CIELUV → XYZ
Per definició, 0 ≤ L* ≤ 100.

### La transformació cap endavant
CIELUV es basa en CIEUVW i és un altre intent de definir una codificació amb uniformitat en la perceptibilitat de les diferències de color. Les relacions no lineals per a L *, u * i v * es donen a continuació:
{\displaystyle {\begin{aligned}L^{*}&={\begin{cases}{\bigl (}{\tfrac {29}{3}}{\bigr )}^{3}Y/Y_{n},&Y/Y_{n}\leq {\bigl (}{\tfrac {6}{29}}{\bigr )}^{3},\\[3mu]116{\sqrt[{3}]{Y/Y_{n}}}-16,&Y/Y_{n}>{\bigl (}{\tfrac {6}{29}}{\bigr )}^{3},\end{cases}}\\[5mu]u^{*}&=13L^{*}\cdot (u^{\prime }-u_{n}^{\prime }),\\[3mu]v^{*}&=13L^{*}\cdot (v^{\prime }-v_{n}^{\prime }).\end{aligned}}}
Les quantitats u ′ n i v ′ n són les coordenades de cromaticitat (u′, v′) d'un "objecte blanc especificat" -que es pot anomenar punt blanc- i Y n és la seva luminància. En el mode de reflexió, sovint (però no sempre) es pren com el (u′, v′) del difusor reflectant perfecte sota aquest il·luminant. (Per exemple, per a l'observador de 2° i il·luminant estàndard C, u′n = 0.2009, v′n = 0.4610.) A continuació es donen les equacions per a u′ i v′:
{\displaystyle {\begin{alignedat}{3}u^{\prime }&={\frac {4X}{X+15Y+3Z}}&&={\frac {4x}{-2x+12y+3}},\\[5mu]v^{\prime }&={\frac {9Y}{X+15Y+3Z}}&&={\frac {9y}{-2x+12y+3}}.\end{alignedat}}}

### La transformació inversa
La transformació de (u′, v′) a (x, y) és:
{\displaystyle {\begin{aligned}x&={\frac {9u^{\prime }}{6u^{\prime }-16v^{\prime }+12}}\\[5mu]y&={\frac {4v^{\prime }}{6u^{\prime }-16v^{\prime }+12}}\end{aligned}}}

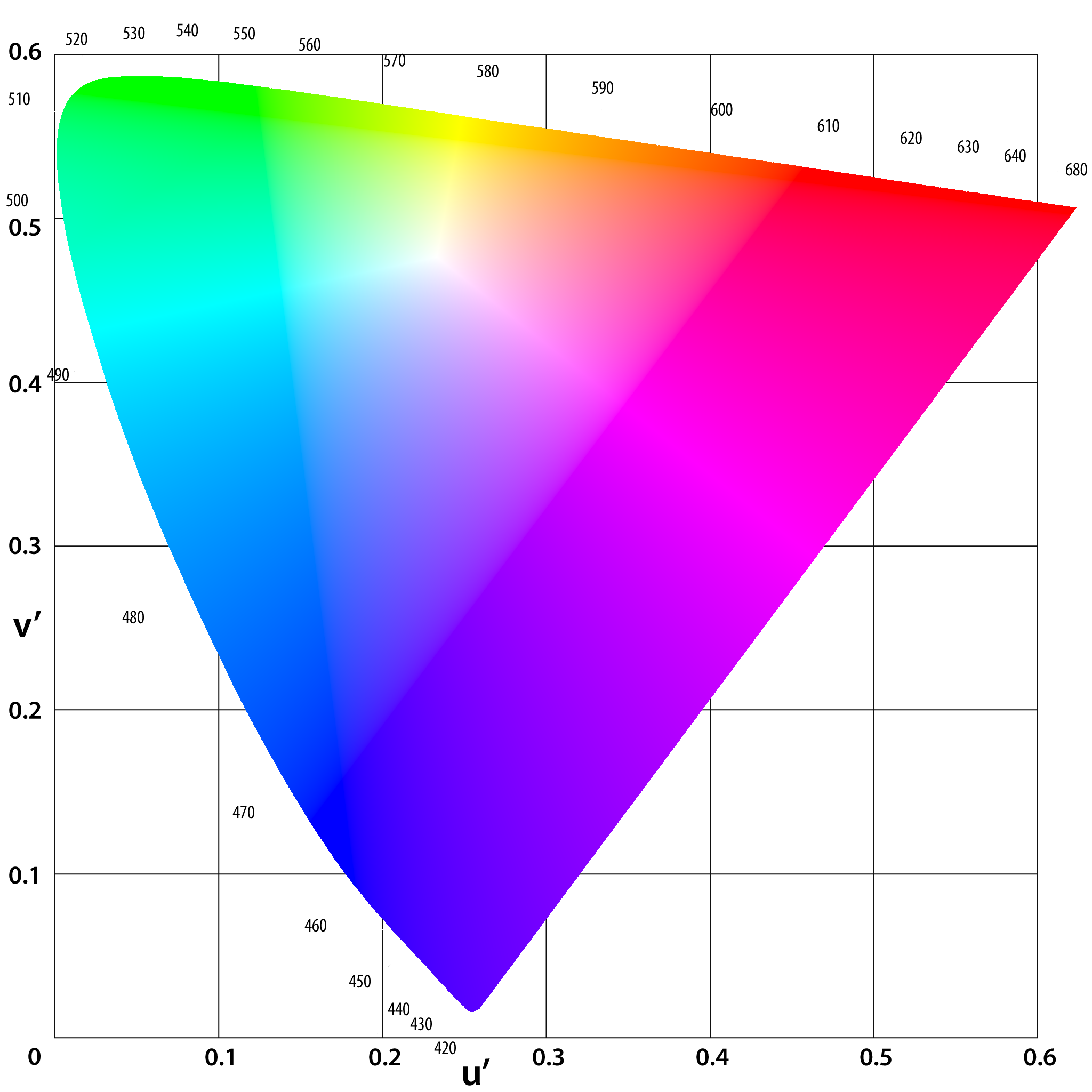
(u′, v′) diagrama de cromaticitat, també conegut com a diagrama CIE 1976 UCS (escala de cromaticitat uniforme).

La transformació de CIELUV a XYZ es realitza de la següent manera:
{\displaystyle {\begin{aligned}u^{\prime }&={\tfrac {1}{13}}(u^{*}/L^{*})+u_{n}^{\prime },\\[3mu]v^{\prime }&={\tfrac {1}{13}}(v^{*}/L^{*})+v_{n}^{\prime },\\[5mu]Y&={\begin{cases}{\bigl (}{\frac {3}{29}}{\bigr )}^{3}L^{*}~\!Y_{n},&L^{*}\leq 8,\\[3mu]{\bigl (}{\tfrac {1}{116}}(L^{*}+16){\bigr )}^{3}\,Y_{n},&L^{*}>8,\end{cases}}\\[5mu]X&={\frac {9u^{\prime }}{4v^{\prime }}}Y,\\[5mu]Z&={\frac {12-3u^{\prime }-20v^{\prime }}{4v^{\prime }}}Y.\end{aligned}}}

## Representació cilíndrica (CIELCh)
CIELCh uv o l'espai de color HCL (tona–croma–luminància) es veu cada cop més a la comunitat de visualització d'informació com una manera d'ajudar a presentar dades sense el biaix implícit en l'ús de saturació variable.
La versió cilíndrica de CIELUV es coneix com a CIELCh uv, o CIELChuv, CIELCh(uv) o CIEHLC uv, on C * uv és la croma i h uv és la tonalitat:
{\displaystyle C_{uv}^{*}=\operatorname {hypot} (u^{*},v^{*})={\sqrt {(u^{*})^{2}+(v^{*})^{2}}},}
{\displaystyle h_{uv}=\operatorname {atan2} (v^{*},u^{*}),}
on la funció atan2, una "arctangent de dos arguments", calcula l'angle polar a partir d'un parell de coordenades cartesianes.
A més, el correlat de saturació es pot definir com
{\displaystyle s_{uv}={\frac {C^{*}}{L^{*}}}=13{\sqrt {(u'-u'_{n})^{2}+(v'-v'_{n})^{2}}}.}
Existeixen correlacions similars de croma i to, però no de saturació, per a CIELAB. Vegeu Colorfulness per a més discussió sobre la saturació.

## Diferència de color i tonalitat
La diferència de color es pot calcular utilitzant la distància euclidiana de les coordenades (L*, u*, v*). Es dedueix que una distància de cromaticitat de {\displaystyle {\sqrt {(\Delta u')^{2}+(\Delta v')^{2}}}=1/13} correspon al mateix Δ E * uv que una diferència de lleugeresa de ΔL* = 1, en analogia directa amb CIEUVW.
La mètrica euclidiana també es pot utilitzar a CIELCh, amb aquesta component de Δ E * uv atribuïble a la diferència de to com ΔH* = √C*1C*2 2 sin (Δh/2), on Δh = h2 − h1.